# Exopropacris sudanica
Exopropacris sudanica är en insektsart som beskrevs av Vitaly Michailovitsh Dirsh 1951. Exopropacris sudanica ingår i släktet Exopropacris och familjen gräshoppor. Inga underarter finns listade i Catalogue of Life.